# Viola pascua
Viola pascua är en violväxtart som beskrevs av Wilhelm Becker. Viola pascua ingår i släktet violer, och familjen violväxter. Inga underarter finns listade i Catalogue of Life.